# Rakblad

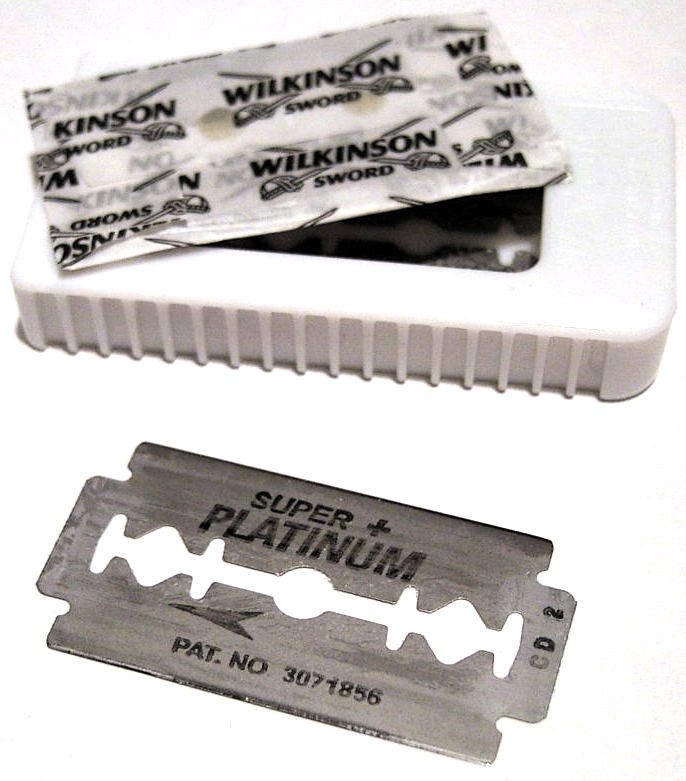
Rakblad

Rakblad är ett tunt blad av metall som är mycket vasst och används i rakhyvlar. Idag har flerbladssystem tagit över mycket av marknaden när det kommer till rakningsändamålet, även om rakblad fortfarande används i stor utsträckning. 
Senare har rakblad använts även i andra apparater för exempelvis skärning av papper och ta bort tusch ritat på plastfilm (revidering, ändring på ritning). En tjockare kvalitet kallas industrirakblad och används i tillämpningar som kräver större styrka på eggen, som exempelvis renskärning av tapetkant.
Ordet "rakblad" är belagt i svenska språket sedan 1923. Idag används ordet rakblad som samlingsord för både traditionella dubbelrakblad och för moderna flerbladssystem.
De största tillverkarna av dubbelrakblad idag är bland annat Merkur från Solingen i Tyskland (känt för sitt stål) och japanska Feather. Sandvik är en av världens största tillverkare av rakbladsstål.